# Щелкун посевной степной
Щелкун посевной степной, или щелкун степной, или щелкун гургистанский (лат. Agriotes gurgistanus) — вид щелкунов из подсемейства Agrypninae.

## Распространение
Этот щелкун встречается в Малой Азии, на Балканах, Кавказе и юго-западе Европы. На территории бывшего СССР населяет Кавказ, Западное Предкавказье, в лесостепной и степной зонах Украины.

## Описание

### Проволочники
Проволочник в длину достигает 35 миллиметров.
Тергиты слабопоперечно- и косопродольно-морщинистые, тонко- или грубо-пунктированные, блестящие. Дыхальцевидные ямки каудального сегмента расширены внутрь, глубокие. Вершина каудального сегмента сводчатая или несколько вытянутая, полностью гладкая и не имеет вершинного шипа или бугорка. Верхняя часть коричнево-красная. Каудальный сегмент почти параллельносторонний, в вершинной трети тупоконический, на вершине закруглён. Задняя лопасть лобной пластинки на вершине округлена.

## Экология
Проволочники водятся в массовой численности на пахотных угодьях на чернозёмных почвах в лесостепной и степной зонах. Они являются одними из наиболее опасными вредителями сельскохозяйственных культур, в частности овощных и кукурузы.